# Егрегор (фільм)
«Еґреґор» (англ. The New Order) — копродукційний художній фільм, пригодницький трилер з елементами містики. Вихід стрічки на екрани заплановано на 20 квітня 2023 року.

## Сюжет
Нью-йоркський детектив Артур отримує дивний лист з авіаквитком і прихованим посланням від свого університетського професора-українця, з яким він не спілкувався вже багато років. Артур намагається розібратися, що сталося, та дізнається про смерть професора: він нібито здійснив самогубство, а за його дочкою — Лесею — полюють невідомі люди. Артур вилітає до Києва, щоби розплутати цей загадковий клубок і допомогти дочці людини, яка багато років тому відігравала важливу роль у його житті.

## У ролях
| Омрі Роуз            | Arthur Weiss    |
| Олена Лавренюк       | Lesya Grabowsky |
| Данієль Ольбрихський | Oryst Grabowsky |
| Валерія Караман      | Tiko            |
| Анджей Зелінський    | Albert Pototsky |

## Знімальна група
- Автор сценарію — Омрі Роуз, Любомир Левицький, Сергій Касторних
- Режисер-постановник — Станіслав Капралов
- Генеральний продюсер — Сергій Лавренюк
- Виконавчий продюсер — Маріанна Новікова

## Виробництво
Проєкт фільму «Еґреґор» став одним із переможців 9-го конкурсного відбору Державного агентства України з питань кіно, отримавши один із найвищих балів. Стрічка створюється компанією «Солар Медіа Інтертейнмент» за державної фінансової підтримки розміром 22 мільйонів гривень. Загальна вартість виробництва фільму становить 66 млн 268,7 тис. грн.
Зйомки фільму почалися 21 березня 2017 року, проходили у Києві, Львові, а також у Нью-Йорку. Вихід на екрани планується 20 квітня 2023 року.